# 할릴 데르비쇼을루
할릴 이브라힘 데르비쇼을루(튀르키예어: Halil İbrahim Dervişoğlu, 1999년 12월 8일 ~ )는 갈라타사라이에서 온 쉬페르리그 클럽 가지안테프에서 공격수로 뛰고 있는 튀르키예의 프로 축구 선수이다. 네덜란드에서 태어난 그는 튀르키예 국가대표팀에서 활약하고 있다.
데르비쇼을루는 고향인 네덜란드의 스파르타 로테르담에서 경력을 시작하여 2020년 브렌트퍼드로 이적했다. 잉글랜드에서 3+1⁄2년 동안 임대 선수로 활약했던 그는 2023년에 튀르키예 클럽 갈라타사라이로 이적했으며, 이전에는 브렌트퍼드에서 임대되어 두 번 뛰었다.

## 구단 경력

### 스파르타 로테르담
데르비쇼을루는 10세의 나이에 스파르타 로테르담 아카데미에 입단하여 2017-18년 트베이더 디비시 시즌 초반에 클럽의 리저브 팀에 합류했다. 그는 2018년 5월에 26경기에서 21골을 넣으며 계약 연장에 서명했고, 클럽의 에레디비시 강등 플레이오프 캠페인에서 첫 1군 경기에 출전했다. 데르비쇼을루는 2018-19년 시즌 에이르스터 디비시 시즌 동안 1군 팀의 주전 선수로 활약했으며, 시즌 종료 후 플레이오프를 통해 클럽이 에레디비시로 승격하는 데 기여했다.
2019년 8월, 데르비쇼을루는 2020년 1월 1일, 헤트 카스텔을 떠나기로 사전 계약을 체결했다. 그는 2019-20년 시즌 전반기 동안 19경기에 출전해 5골을 기록했으며, 1군 팀의 일원으로서 58경기에 출전해 16골을 기록하며 팀을 떠났다.

### 브렌트퍼드
2019년 8월 9일, 데르비쇼을루는 2020년 1월 1일에 300만 유로의 이적료로 EFL 챔피언십 클럽 브렌트퍼드에 합류하기 위한 사전 계약을 체결했다. 그는 4+1⁄2년 계약을 체결했고, 2020년 1월 3일에 브렌트퍼드 선수로 공개되었다. 공격 포지션의 순서에 따라 데르비쇼을루는 2019-20년 시즌의 남은 기간 동안 7경기에 출전했지만, 2020년 EFL 챔피언십 플레이오프 결승전에서 패배하며 끝났다.

### 갈라타사라이
2023년 7월 16일, 데르비쇼을루는 영구 이적으로 쉬페르리그 클럽 갈라타사라이로 이적했다. 그는 4년 계약을 50만 유로의 이적료로 체결했다. 2024년 2월 9일, 주로 교체 출전한 20경기에서 4골을 넣은 후, 그는 2023-24년 시즌이 끝날 때까지 쉬페르리그 클럽 하타이스포르로 임대되었다. 데르비쇼을루는 강등 위기에 처한 클럽에서 11경기에 출전했지만 득점하지 못했다.
2024-25년 시즌 첫 5주 동안 경기 당일 대표팀 소집에 실패한 데르비쇼을루는 시즌이 끝날 때까지 쉬페르리그 클럽 가지안테프에 임대로 합류했다.

## 국가대표팀 경력
데르비쇼을루는 네덜란드 또는 튀르키예를 대표하여 국제 무대에 출전할 자격이 있었다. U-19 및 U-21 국가대표팀에 발탁된 데르비쇼을루는 2021년 5월 27일, 아제르바이잔과의 친선 경기에서 튀르키예 국가대표팀 데뷔 전을 치렀다. 그는 경기에 선발 출전하여 2-1 승리를 이끌며 선제골을 넣었다. 데르비쇼을루는 튀르키예의 조별 리그 탈락 전에 UEFA 유로 2020에 두 번 교체 출전했다.